# 马尔科姆·麦克阿瑟
马尔科姆·麦克阿瑟（英語：Malcolm McArthur，1882年7月30日—1961年7月6日），生于新南威尔士州悉尼，澳大利亚前男子橄榄球运动员。他曾代表澳大拉西亚参加1908年夏季奥林匹克运动会橄榄球比赛，获得一枚金牌。